# 博尼塔 (路易斯安那州)
博尼塔（英語：Bonita），是美国路易斯安那州下属的一座村镇。根据2010年美国人口普查，该市有人口284人。建置上，属于“village”。